# Teizo Takeuchi
Teizo Takeuchi (Tokio, 6. studenog 1908. – 12. travnja 1946.) japanski je nogometaš.

## Klupska karijera
Igrao je za Tokyo Imperial University LB.

## Reprezentativna karijera
Za japansku reprezentaciju igrao je od 1930. do 1936. godine. Odigrao je 4 utakmice.
S japanskom reprezentacijom Teizo Takeuchi je igrao na Olimpijskim igrama 1936.
Bio je u japanskoj vojsci a kasnije je bio zadržan u zatvoreničkom logoru u Sibiru u Sovjetskom Savezu, gdje je preminuo 1946.

## Statistika
| Japan  | Japan | Japan |
| Godina | Nas.  | Gol.  |
| ------ | ----- | ----- |
| 1930.  | 2     | 0     |
| 1931.  | 0     | 0     |
| 1932.  | 0     | 0     |
| 1933.  | 0     | 0     |
| 1934.  | 0     | 0     |
| 1935.  | 0     | 0     |
| 1936.  | 2     | 0     |
| Ukupno | 4     | 0     |

## Vanjske poveznice
- National Football Teams
- Japan National Football Team Database